# Référendums à Saint-Marin
Les référendums d'initiative parlementaire ou populaire sont possibles à Saint-Marin, dont une loi organise le cadre légal de cette forme de démocratie directe.

## Référendums d'origine populaire
La Nuove norme in materia di referendum e iniziativa legislativa popolare de 1994 permet à la population saint-marinaise de mettre en œuvre un référendum législatif afin de voter sur une proposition de loi, ou abrogatif afin au contraire d'en abroger une existante, et ce dans plusieurs domaines relevant des attributions et des compétences du Grand Conseil général,.
Les signatures d'au moins 1,5 % des électeurs inscrits sur les listes électorales doivent pour cela être réunies dans un délai de 45 jours pour une proposition de loi, ou 90 jours pour une abrogation. En 2016, un total de 33 985 électeurs étaient inscrits sur les listes, ce qui équivaut alors à un seuil d'un peu plus de 500 signatures,. En pratique, le nombre de signatures à collecter est cependant plus élevé pour pallier le nombre variable de signatures invalides ou en double. Le comité de citoyens à l'origine de la collecte de signatures transmet en premier lieu sa proposition au Collège de garantie (Collegio dei Garanti, CdG) qui en vérifie et en annonce la validité. La période de collecte commence alors dès son annonce.

### Restrictions et contrôle constitutionnel
Les référendums d'origine populaire ne sont autorisés que dans les domaines relevant du parlement, auxquels sont de surcroît exclus les projets allant à l'encontre de dispositions de la Constitution, ceux portant sur le budget de l'État, les impôts et la fiscalité, les amnisties, le droit de vote, le droit au travail, la liberté de mouvement et toute autre violation ou restriction des droits de l'Homme, ainsi que la ratification de traités internationaux,.

### Conditions de validité
Le référendum est légalement contraignant, et le résultat ayant recueilli la majorité absolue des suffrages s'impose ainsi au gouvernement, qui doit le mettre en application.
Avant 2016, le résultat n'était cependant considéré comme valide qu'à la condition de recueillir la majorité absolue des suffrages exprimés ainsi qu'au moins 25 % des inscrits en faveur de la proposition, ce qui équivalait de fait à un quorum de participation au moins supérieur à ce seuil. De 1997 à 2014, ce quorum était de 32 %,, avant d'être abaissé à 25 % en 2014, puis supprimé lors du référendum de 2016,.

### Suites
Dans le cas d'un référendum abrogatif ayant vu la population rejeter une loi, un projet de loi similaire ne peut être soumis au parlement dans les trois ans qui suivent. Dans celui d'un référendum sur une proposition de loi approuvée par les électeurs, le gouvernement doit soumettre un projet de loi au parlement dans les six mois suivant le vote, et le texte est soumis à un contrôle préalable du CdG pour vérifier  qu'il répond bien à la nature de la demande des électeurs.

## Référendums d'origine parlementaire
La loi référendaire de 1994 prévoit également la mise au vote populaire d'une loi votée par le Grand Conseil général, à l'initiative de ce dernier, si au moins 31 députés sur 60 soutiennent l'organisation d'un référendum dit confirmatif. Le reste de la procédure est identique, hormis l'étape de vérification par le Collège de garantie, dont le référendum d'origine parlementaire est dispensé,.